# Кланы Альфанской луны
«Кланы Альфанской луны» в других переводах «Кланы спутника Альфы», «Кланы Альфа-луны» (англ. Clans of the Alphane Moon) — антипсихиатрический фантастический роман американского писателя Филипа Дика, вышедший в 1964 году. Роман написан в период наивысшей продуктивности Филипа Дика. В романе пациенты психиатрической лечебницы планетарного масштаба смогли создать самоуправляемое общество по многим параметрам более здоровое, чем общество «здоровых» людей на земле. Филип Дик ставит под сомнение само понятие психической «нормы». Кроме того, в романе получили отражение сложные отношения автора с женой, страдавшей от биполярного расстройства.

## Сюжет

### Вымышленный мир в романе
Действие романа происходит в двух основных локациях: на Земле и на спутнике Альфа III M2 в отдалённой звёздной системе. Земля погрязла в интригах, конкуренции и шпионаже: каждый следит за каждым, являясь или шпионом, или секретным агентом. Даже показанный как единственное по настоящему психически здоровое существо, Лорд Раннинг Клэм, инопланетный мыслящий комок слизи, постоянно читает мысли главного героя без его ведома. К началу действия романа прошло десять лет с момента окончания войны между Землёй и звёздной системой Альфа III, населённой насекомоподобными жителями. Во время войны земное правительство не могло контролировать луну Альфа III M2, на которой находилась психиатрическая лечебница. В результате пациенты лечебницы построили собственное самоуправляемое общество, в котором, в отличие от земного, царят кооперация и взаимодействие. Земное правительство пытается вернуть контроль над луной Альфа III M2. Контраст двух миров позволяет Дику сатирически поставить под сомнение нормальность «нормальных отношений» на Земле. В зависимости от болезни, пациенты разделились на кланы, показанные в таблице, города кланов названы в честь известных личностей, возможно страдавших от тех же психических расстройств:
| Клан     | Психическое расстройство              | Город                | Социальная роль                                  |
| -------- | ------------------------------------- | -------------------- | ------------------------------------------------ |
| Пары     | Паранойя                              | Адольфвилль          | Лидеры, государственные служащие                 |
| Маны     | Биполярное расстройство               | Да Винчи Хейтс       | Воины                                            |
| Поли     | Полиморфная шизофрения                | Гамлет-Гамлет        | Творчество                                       |
| Гебы     | Гебефрения                            | Гандитаун            | «Неприкасаемые», аскеты, святые                  |
| Нав-сосы | Обсессивно-компульсивное расстройство | нет                  | Офисные работники, клерки                        |
| Депы     | Депрессия                             | Коттон Мэзер Эстейтс | Явно не обозначена, избегаемы остальными кланами |
| Шизы     | Шизофрения                            | нет                  | Поэты, мистики                                   |

### Основной сюжет
Независимость бывшей планеты-лечебницы не устраивает земное правительство. В романе Дик сатирически обыгрывает империалистическую политику США того времени: всё ещё существующее ЦРУ строит планы свержения неугодных иностранных, в данном случае инопланетных, правительств. Психиатр Мари Риттерсдорф нанята ЦРУ для секретной миссии на Альфу III М2. Она должна изучить обстановку и попытаться убедить кланы продолжить лечение. Главный герой романа и муж Мари, Чак Риттерсдорф, уже работает на ЦРУ, программируя роботов для различных миссий. Он получает задание подготовить робота для миссии своей жены. Мари Риттерсдорф является типичной для творчества Дика женой-стервой (англ. bitch-wife), постоянно третирующей своего мужа, и Чак всерьёз планирует убить её во время миссии.
Кристофер Палмер считает основной темой романа противопоставление безжизненности, или стерильности, и фертильности. Пока действие развивается на земле, брак Мари и Чака лишён человечности и теплоты, и доставляет страдания им обоим. Однако после попадания на Альфу III М2 их отношения гармонизируются. Во время миссии Чак постоянно сомневается в своём психическом здоровье, однако в конце романа не без помощи инопланетянина Лорда Раннинга Клэма, осознаёт, что болен не он, а его жена. Мари оказывается «депом», Чак же «нормален». В итоге, он принимает решение переселиться на Альфу III M2 и основать там новый клан «нормы». 
Мари Риттерсдорф — психолог, её частью миссии являются переговоры с кланами, при этом эти переговоры рассматриваются земным правительством как медицинские, а не политические. Кланам альфанской луны отказано в политической субъектности. Таким образом, Дик демонстрирует неравноправие, существующее между «нормальным» врачом и его «ненормальным» пациентом. Когда у самой Мари Риттерсдорф диагностируют депрессию, это демонстрирует несправедливость такого неравноправия. Диагноз Мари становится политическим актом — та, которая отказывала в политических правах кланам по причине их болезни, сама оказывается больна. На земле она была бы дискриминирована, в то время как на альфанской луне она становится полноправным членом клана депов.

## История создания и место в творчестве Ф. Дика
Роман был закончен Ф. Диком в январе 1964 года и опубликован в ноябре того же года в издательстве Ace Books. Таким образом, роман был написан в самый продуктивный период в творчестве Филипа Дика, когда за весьма короткое время с 1962 по 1964 годы он написал около пяти романов. При написании романа Филип Дик использовал свой ранний рассказ 1954 года «Игра в ракушки», где речь также идёт о группе психически больных людей на пути к планете-лечебнице. Преобразование раннего короткого рассказа в полноценный роман вообще было характерным для Дика, кроме «Кланов альфанской луны» подобным образом рассказ «Защитники» перерос в «Предпоследнюю правду», а рассказы «Великий К» и «Пересадочная планета» были использованы в романе «Господь Гнева». Во время написания романа Ф. Дик переживал серьёзный кризис в отношениях со своей женой Энн Рубинштейн, который закончился разрывом отношений в начале 1964 года. Исследователи отмечают, что этот личный кризис сказался на образе Мари Риттерсдорф, которая в романе описывается с большой злобой. Отмечалось, что её образ выпадает из общей задумки романа как сатирического произведения. Диагнозы Мари, которые ей ставят на альфанской луне (сначала мания, потом депрессия), вместе соответствуют биполярному расстройству, от которого страдала Энн Рубинштейн . По всей видимости, Энн послужила прототипом для большой части женских персонажей в прозе Дика того периода. Автобиографичность взаимоотношений супругов Риттерсдорф также отмечает автор биографии Филипа Дика Эмманюэль Каррер.
Темы сумасшествия и нереальности окружающего мира — основные в творчестве Дика, однако отношение к этим темам может быть разделено на две фазы. Во время первой фазы, к которой относятся и «Кланы альфанской луны», продолжавшейся до начала 1970-х годов, сумасшествие рассматривается Диком как альтернативный способ восприятия мира, существующий наравне с «нормальным». В романе «Кланы альфанской луны» психически больные люди создают пародийный, но вполне функционирующий мир. Во время второй фазы, сумасшествие рассматривается как результат злоупотребления наркотиками.
Во время написания романа Филип Дик интересовался профессиональной психиатрической литературой. Так, он определённо ознакомился с трудами Джейкоба Казанина по шизофрении, откуда была заимствована категоризация шизофрений. При этом «нормальный» Чак Риттерсдорф вписывается в первую категорию невротичной шизофрении, отличительной особенностью которой является фиксация на постоянных неудачных попытках найти решение своих проблем. К категориям Казанина Филип Дик добавил депов, поли и нав-сосов. Нозология психических заболеваний в романе рассмотрена одновременно и серьёзно, и сатирически. После написания романа Филип Дик опубликует вполне серьёзное эссе на тему шизофрении.

## Проблематика
Основной темой романа можно назвать «душевную болезнь и внутреннюю дисгармонию». Повествование распадается на отдельные сюжеты, происходящее показано с различных точек зрения, всё это создаёт ощущение онтологической неопределённости в романе. В отличие от многих предшествующих романов Дика, где присутствовали несколько душевнобольных персонажей, в данном романе показано целое общество, состоящее только из психически нездоровых людей. При этом душевная болезнь не показана как социальная стигма: отрезанные от внешнего мира обитатели психиатрической клиники построили вполне функционирующее общество.
«Кланы альфанской луны», наряду со «Сдвигом времени по-марсиански», относится к романам, где наиболее выпукло представлены антипсихиатрические убеждения Ф. Дика. Роман построен на контрасте «здорового» поведения психически больных людей и сумасшедшего поведения «нормальных». Психическая болезнь оказывается только ещё одним состоянием сознания, не мешающим эффективному существованию в мире.
Роман оказался созвучен антипсихиатрическому движению 1960-х годов, выраженному в трудах Мишеля Фуко, Рональда Лэйнга и Томаса Саса. Критике подвергалась как психиатрическая практика того времени, так и стоящая за ней теория. В литературе, кроме «Кланов альфанской луны», выразителями этого движения стали романы «Над кукушкиным гнездом» Кена Кизи и «Цветы для Элджернона» Дэниела Киза. В этих произведениях психиатрические учреждения показаны как инструменты угнетения, а не помощи. Критике подвергалась концепция отъёма гражданских прав у психически больных людей, в романе Дика требования кланов сформулированы следующим образом:
Альфанцы гарантируют кланам гражданские свободы. Никакой госпитализации, никакой терапии. К вам будут относиться не как к придуркам, а как к колонистам, владеющим землей, занятым в производстве и торговле.Филип К. Дик, «Кланы альфанской луны»
Психиатрия в романе рассматривается как социальный инструмент в руках властей предержащих, позволяющий угнетать тех, кто стигматизирован как нездоровый. При этом собственный рассудок лиц, обличённых властью давать ярлык психически больного другим, оказывается для них самих слепым пятном. Поведение психиатра Мари Риттерсдорф весьма похоже на поведение «больных» представителей кланов, а в конце романа у неё самой оказывается диагностировано расстройство психики.

## Издания и переводы
Роман был впервые опубликован в 1964 году издательством Ace Books и с тех пор неоднократно переиздавался. Роман был переведён на множество языков: итальянский (1970), французский (1973), немецкий (впервые под названием «Маленькая луна для психопатов» (нем. Kleiner Mond für Psychopathen) в 1979 году и повторно в 1988 году под оригинальным названием), турецкий (2002), финский (2005), венгерский (2006). На русском языке роман впервые был опубликован в 1994 году сразу в двух различных переводах, кроме того часть романа была опубликована в 1993 году в журнале «Если».
Сцены из романа были адаптированы Жаном Жиро в виде комикса для французского журнала Pilot. Хотя после публикации комикс не привлёк внимания критики, в настоящее время данную адаптацию некоторые критики считают лучшим переносом прозы Дика в формат комикса.